# DIVERSA
El Festival Internacional de Cine Gay Lésbico Trans de Argentina, DIVERSA, fue una muestra anual de cine de temática LGBT (Lésbica, Gay, Bisexual Y Transexual) que se celebró entre los años 2004 y 2010 en la Ciudad Autónoma de Buenos Aires, Argentina.
DIVERSA fue el primer festival de estas características en Hispanoamérica, y único en Argentina, posicionándose en poco tiempo como el más original e importante de la región, con proyección internacional.
Actualmente, y luego de permanecer durante seis años en el calendario cinematográfico porteño, el festival se encuentra discontinuado.

## El festival
El festival DIVERSA era organizado por PRISMA Asociación Civil por la Diversidad, una organización sin fines de lucro con la misión de crear y promover espacios de identificación y desarrollo social y cultural para las minorías, y así fomentar la aceptación y el respeto a la diversidad entre las personas, en pos de una sociedad integradora en convivencia pacífica.
DIVERSA se encargaba de exhibir largometrajes, mediometrajes y cortos, tanto de ficción, como documentales y experimentales. Los filmes proyectados provenían de todas partes del mundo. 
Actualmente, DIVERSA continúa existiendo como un proyecto educativo, con talleres, proyecciones, publicaciones y charlas dirigidos a profesionales de la educación y de la salud, buscando así continuar con los objetivos que se plantearon cuando se consolidó la organización encargada del festival.